# Dasari Narayana Rao

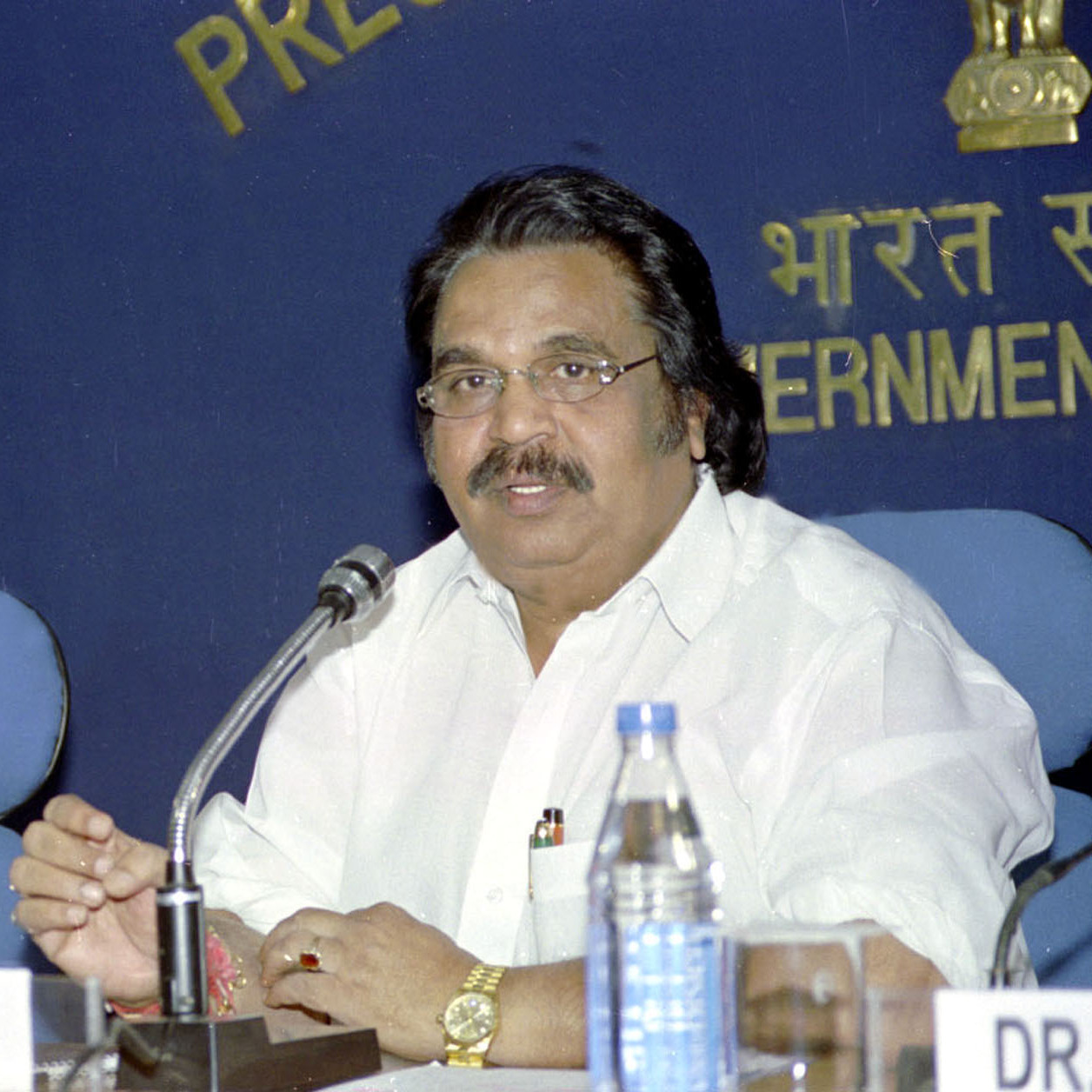
Dasari Narayana Rao, 2005

Dasari Narayana Rao (Telugu దాసరి నారాయణరావు, * 4. Mai 1947 in Palakollu, Madras, Britisch-Indien; † 30. Mai 2017 in Hyderabad) war ein indischer Filmregisseur, Schauspieler, Liedtexter und Filmproduzent vornehmlich des Telugu-Films. In der ersten Regierung Manmohan Singhs war er ab 2004 Staatsminister für Kohle und Bergbau.

## Leben
Er spielte bereits als Kind auf der Bühne. Nach einem Abschluss an der Andhra University war er zunächst am Theater als Darsteller und Autor beschäftigt. In den 1960er Jahren ging er nach Madras, um in der Filmindustrie sein Geld zu verdienen, und war dort Assistent bei den Filmautoren S. Bhavanarayana und P. Padmaraju. Für sein Regiedebüt Tata Manavadu (1972) schrieb er auch das Drehbuch und die Dialoge. Dabei konnte er auf gestandene Schauspieler wie S. V. Ranga Rao, G. Venkateshwara Rao und Anjali Devi zurückgreifen. Außer melodramatischen Filmen schuf er zahlreiche Komödien mit den Telugu-Stars Krishnamraju und Mohan Babu. 1981 verfilmte er mit Addala Meda seine Autobiografie und spielte darin sich selbst. In den 1980er Jahren drehte Narayana Rao auch einige Filme auf Hindi mit dem Schauspieler Jeetendra, darunter Jyoti Bane Jwala (1980), Pyaasa Sawan (1981), Prem Tapasya (1983), Zakhmi Sher (1984) und Sarfarosh (1985).
Sein 1982 entstandener Film Megha Sandesam mit A. Nageswara Rao in der Hauptrolle eines verheirateten Dichters, der sich in eine Kurtisane verliebt, ist sein außerhalb Andhra Pradeshs bekanntester Telugu-Film. Er wurde auf mehreren Filmfestivals – so im „Indischen Panorama“ des 9. Internationalen Filmfestivals von Indien, auf dem Filmfestival in Taschkent und dem Moskauer Filmfestival – gezeigt. Für diesen Film erhielt er einen National Film Award für den besten Film in Telugu.
Der auch für seine politischen Satiren bekannte Narayana Rao führte 1988 Regie bei dem Film Praja Pratinidhi, der offen die politische Führung von N. T. Rama Rao kritisierte. Die Hauptrolle darin übernahm der Congress-Unterstützer G. Krishna.
Von 2004 bis 2008 war Dasari Narayana Rao für den INC Staatsminister für Kohle und Bergbau unter dem Minister Shibu Soren. Wegen eines Bestechungsfalls und weiteren Unregelmäßigkeiten im Zusammenhang mit der Zuteilung von Kohleabbaurechten aus dieser Zeit ermittelte das Central Bureau of Investigation ab 2013 gegen ihn und die Verantwortlichen bei Jindal Steel and Power und Hindalco Industries (Aditya Birla Group).
Seine 2011 vorverstorbene Frau Dasari Padma war auch als Filmproduzentin tätig. Dasari Narayana Rao starb im Alter von 70 Jahren. Seine Kremation fand an seinem Farmhaus in Moinabad mit bundesstaatlichem Ehrensalut statt.

## Filmografie

### Regisseur
| - 1972: Tata Manavadu - 1973: Samsaram Sagaram - 1974: Bantrotu Bharya - 1974: Evariki Vaare Yamuna Teere - 1974: Radhamma Pelli - 1974: Tirupati - 1975: Swargam Narakam - 1975: Balipeetam - 1975: Bharatamlo Oka Ammayi - 1975: Devude Digivaste - 1976: Manushulanta Okkate - 1976: Muddabanti Puvvu - 1976: O Manishi Tirigi Choodu - 1976: Toorpu Padamara - 1976: Yavvanam Katesindi - 1977: Bangarakka - 1977: Chillarakottu Chittemma - 1977: Idekaddi Nyayam - 1977: Jeevitame Oka Natakam - 1978: Kanya Kumari - 1978: Devadasu Mallee Puttadu - 1978: Katakataala Rudraiah - 1978: Sivaranjani - 1978: Swarg Narak - 1979: Gorintaku - 1979: Kalyani - 1979: Korikale Gurralayite - 1979: Needa - 1979: Peddillu Chinnillu - 1979: Ravanude Ramudayite - 1979: Rangoon Rowdy - 1980: Jyoti Bane Jwala - 1980: Bandodu Gundamma - 1980: Bhola Shankarudu - 1980: Buchi Babu - 1980: Circus Ramudu - 1980: Deepaaradhana - 1980: Edantastula Meda - 1980: Ketugaadu - 1980: Natchathiram - 1980: Paalu Neellu - 1980: Sardar Papa Rayudu - 1980: Sita Ramulu - 1980: Srivari Muchatlu - 1980: Yeh Kaisa Insaaf - 1981: Vishwaroopam - 1981: Swapna | - 1981: Pyaasa Sawan - 1981: Sangeeta - 1981: Addala Meda - 1981: Premabhishekam - 1981: Prema Mandiram - 1982: Bobbili Puli - 1982: Golconda Abbulu - 1982: Jagannatha Rathachakralu - 1982: Jayasudha - 1982: Krishnarjunulu - 1982: Mehndi Rang Layegi - 1982: O Aadadi O Magadu - 1982: Raga Deepam - 1982: Swayamvaram - 1982: Yuvaraju - 1982: Megha Sandesam - 1983: Prem Tapasya - 1983: Bahudoorapu Batasari - 1983: M.L.A. Edukondalu - 1983: Police Venkataswami - 1983: Ramudu Kadu Krishnudu - 1983: Rudrakali - 1983: Oorantha Sankranthi - 1984: Yaadgaar - 1984: Asha Jyoti - 1984: Aaj Ka M.L.A. Ram Avtar - 1984: Abhimanyudu - 1984: Haisiyat - 1984: Jagan - 1984: Justice Chakravarti - 1984: Police Papanna - 1984: Yuddham - 1984: Zakhmi Sher - 1984: Rana - 1985: Sarfarosh - 1985: Wafadaar - 1985: Brahma Mudi - 1985: Edadugula Bandham - 1985: Lanchavataram - 1985: Pelli Meeku Akshintalu Naaku - 1985: Tirugubatu - 1986: Aadi Dampatulu - 1986: Dharma Peetham Daddarillindi - 1986: Tandra Paparayudu - 1986: Ugra Narasimham - 1987: Aatma Bandhuvulu - 1987: Brahma Nayudu | - 1987: Majnu - 1987: Nene Raju Nene Mantri - 1987: Viswanatha Nayakudu - 1988: Brahma Puthrudu - 1988: Intinti Bhagavatam - 1988: Kanchana Sita - 1988: Praja Pratinidhi - 1989: Lankeswarudu - 1989: Black Tiger - 1989: Naa Mogudu Naake Sontham - 1989: Two Town Rowdy - 1990: Mama Alludu - 1990: Abhisarika - 1991: Amma Rajinama - 1991: Niyanta - 1991: Ramudu Kadu Rakshasudu - 1992: Ahankaari - 1992: Surigadu - 1992: Subba Rayudi Pelli - 1992: Venkanna Babu - 1993: Lady Inspector Renuka - 1993: Santaan - 1993: Akka Pettanam Chelleli Kapuram - 1993: Kunti Putrudu - 1993: Mama Kodalu - 1994: Bangaru Kutumbam - 1994: Nannagaaru - 1995: Vishwamitra (Fernsehserie) - 1995: Kondapalli Rattaiah - 1995: Maya Bazaar - 1995: Orey Rickshaw - 1996: Kalyana Praptirastu - 1996: Rayudugaaru Nayudugaaru - 1997: Osey Ramulamma - 1997: Rowdy Durbar - 1998: Greeku Veerudu - 1999: Pichchodi Chetilo Raayi - 2000: Adavi Chukka - 2000: Kante Koothurne Kanu - 2000: Sammakka Sarakka - 2001: Chinna - 2002: Kondaveeti Simhasanam - 2002: Rifles - 2003: Fools - 2010: Young India - 2011: Parama Veera Chakra - 2014: Erra Bus |

### Schauspieler
| - 1952: Manavathi - 1975: Swargam Narakam - 1976: Yavvanam Katesindi - 1978: Sivaranjani - 1979: Peddillu Chinnillu - 1980: Bhola Shankarudu - 1980: Paalu Neellu - 1981: Addala Meda - 1982: Jayasudha - 1982: Swayamvaram - 1982: Yuvaraju - 1983: Bahudoorapu Batasari - 1983: M.L.A. Edukondalu - 1983: Police Venkataswami - 1983: Oorantaa Sankranti - 1984: Jagan - 1984: Police Papanna - 1985: Lanchavataram - 1987: Aatma Bandhuvulu - 1987: Rotation Chakravarti - 1988: Intinti Bhagavatam - 1989: Naa Mogudu Naake Sontam | - 1990: Mama Alludu - 1991: Amma Rajinama - 1991: Mamagaru - 1991: Seetharamaiah Gari Manavaralu - 1992: Surigadu - 1992: Venkanna Babu - 1992: Raguluthunna Bharatham - 1992: Pellam Chaatuna Mogudu - 1992: Parvatalu Panakalu - 1993: Chinnalludu - 1993: Mama Kodalu - 1993: Ladies Special - 1994: Bangaru Kutumbam - 1994: Nannagaaru - 1994: Punya Bhoomi Naa Desam - 1994: O Tandri O Koduku - 1995: Kondapalli Rattaiah - 1995: Maya Bazaar - 1995: Orey Rickshaw - 1995: Subhamastu - 1995: Mayadari Kutumbam | - 1995: Madhya Taragati Mahabharatam - 1995: Premaku Padi Sutralu - 1996: Rayudugaaru Nayudugaaru - 1997: Osey Ramulamma - 1997: Hitler - 1997: Rukmini - 1998: Deergha Sumangalibhava - 1998: Greeku Veerudu - 1998: Subba Rajugaari Kutumbam - 1999: Pichchodi Chetilo Raayi - 2000: Kante Koothurne Kanu - 2000: Sammakka Sarakka - 2001: Chinna - 2001: Adhipathi - 2002: Kondaveeti Simhasanam - 2003: Fools - 2009: Mestri - 2010: Young India - 2010: Jhummandi Naadam - 2014: Pandavulu Pandavulu Tummeda - 2014: Erra Bus |